# Statul Cross River
Cross River este un stat  în Nigeria. Reședința sa este orașul Calabar.